# Стог

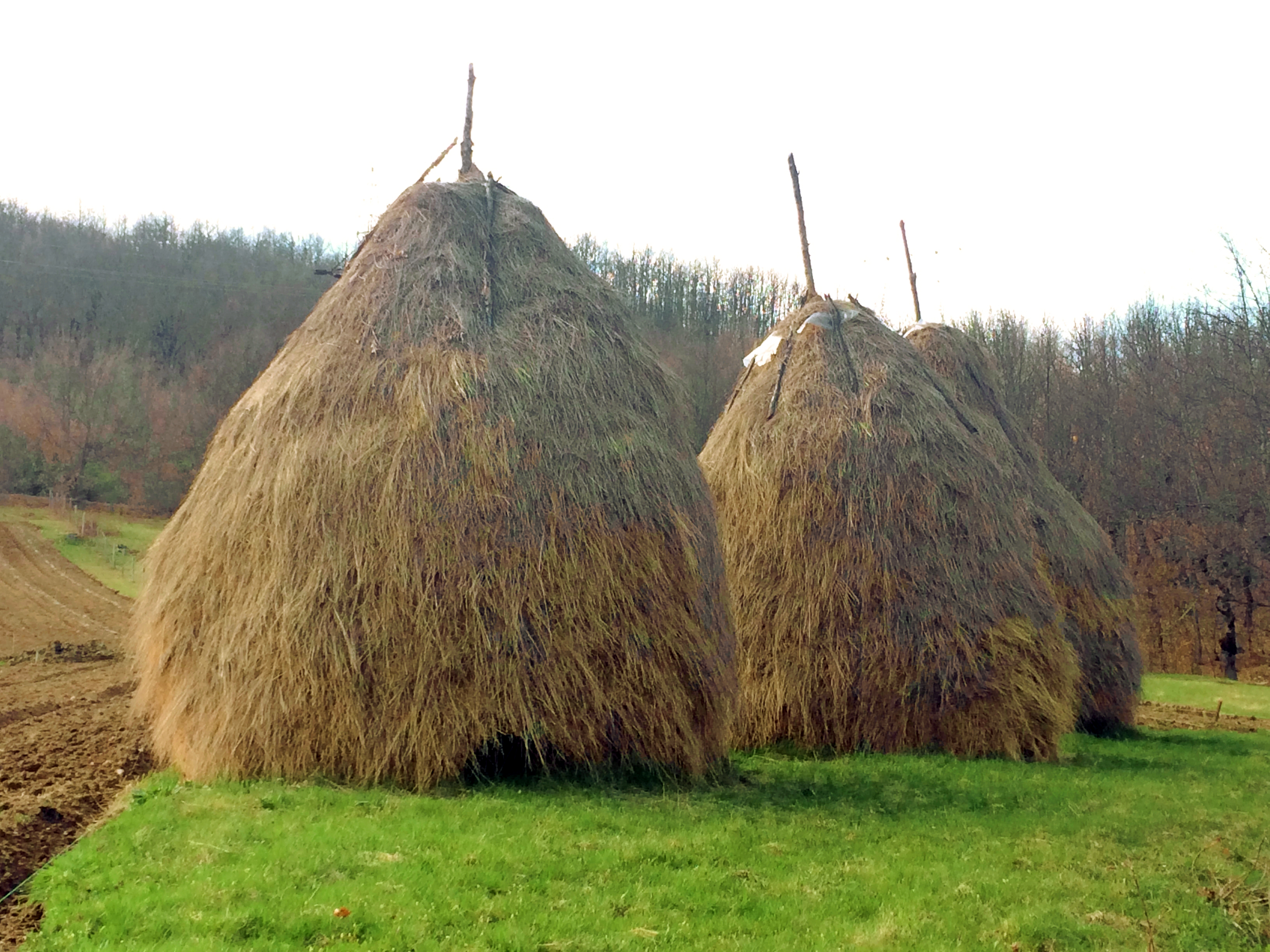
Стога сена. Снизу для проветривания деревянными жердями оборудована небольшая полость

Стог — большая высокая, сужающаяся к вершине, обычно округлой формы, с закругленной вершиной куча сена, соломы или снопов, плотно уложенных для хранения под открытым небом. Стог складывают обычно из множества копён.
Стог растянутой прямоугольной формы называется скирдой, а растянутой округлой формы из соломы — омётом, из ржи — одоньем. Стога отличаются размерами, ранее измерялись в копнах и возах (в современности в тоннах). Небольшой стог называется стожок, употребляемое также как уменшительно-ласкательное к слову стог.

## Этимология
Стог — общеславянское слово индоевропейской природы, буквально — «покрытое», родственно древнепрусскому «steege» (сарай), греческому «stegō» (покрываю), литовскому «stógas» (крыша), латинским «tectum» (крыша), «tegere» (покрывать) и «toga» (одежда).

## Общие факты

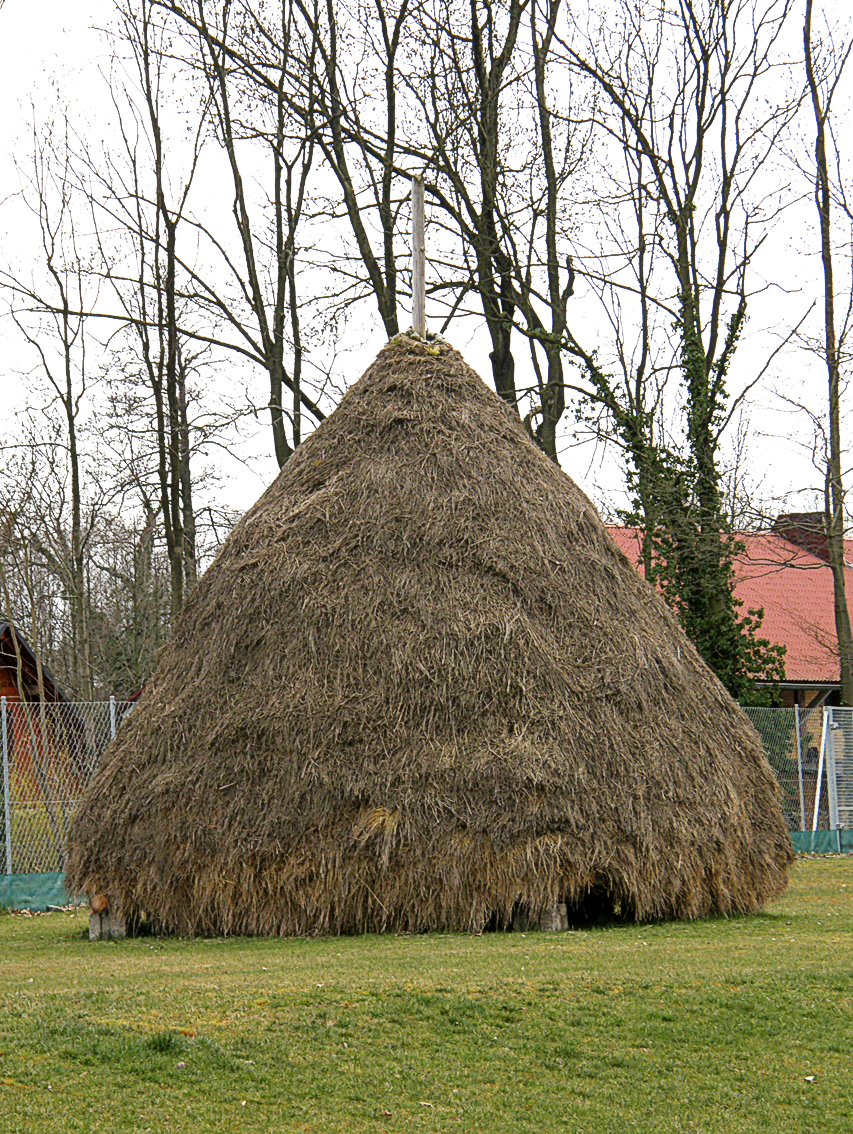
Стог сена на помосте

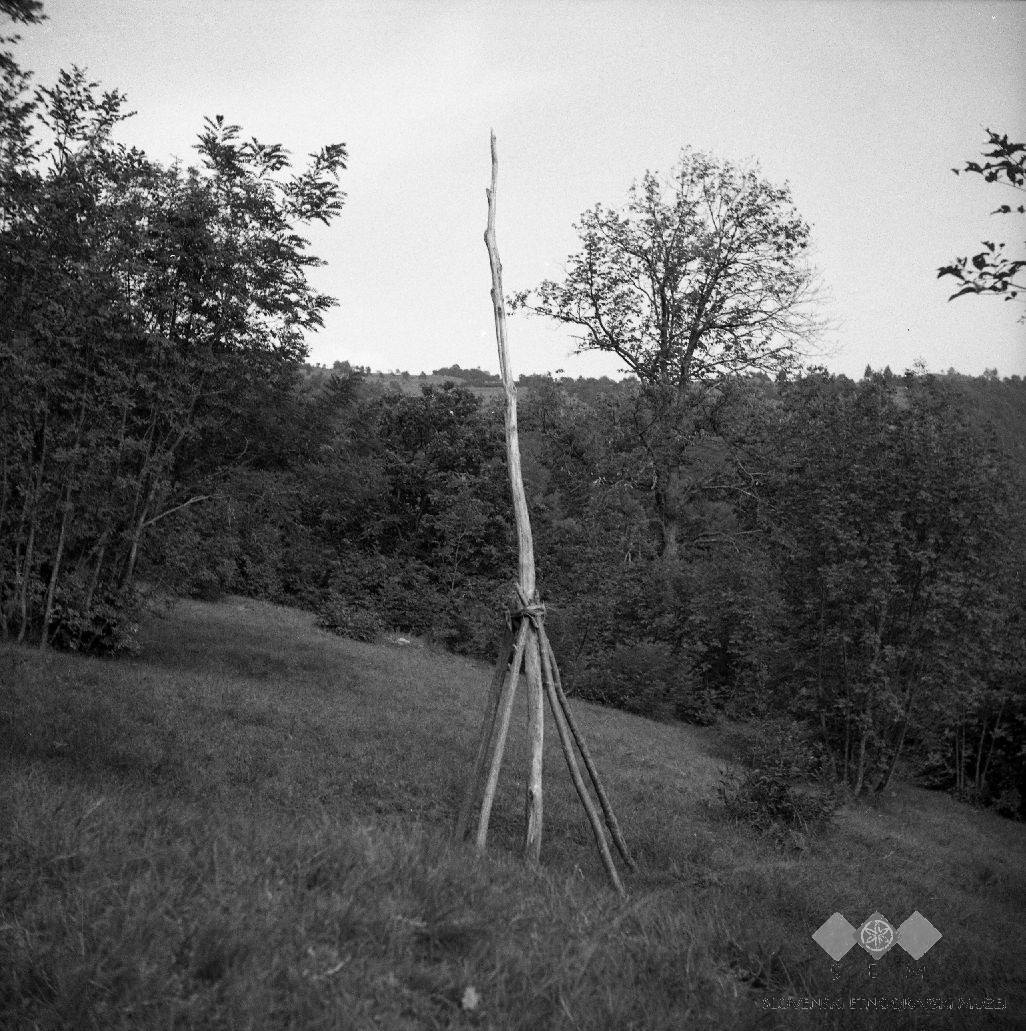
Стожар на склоне

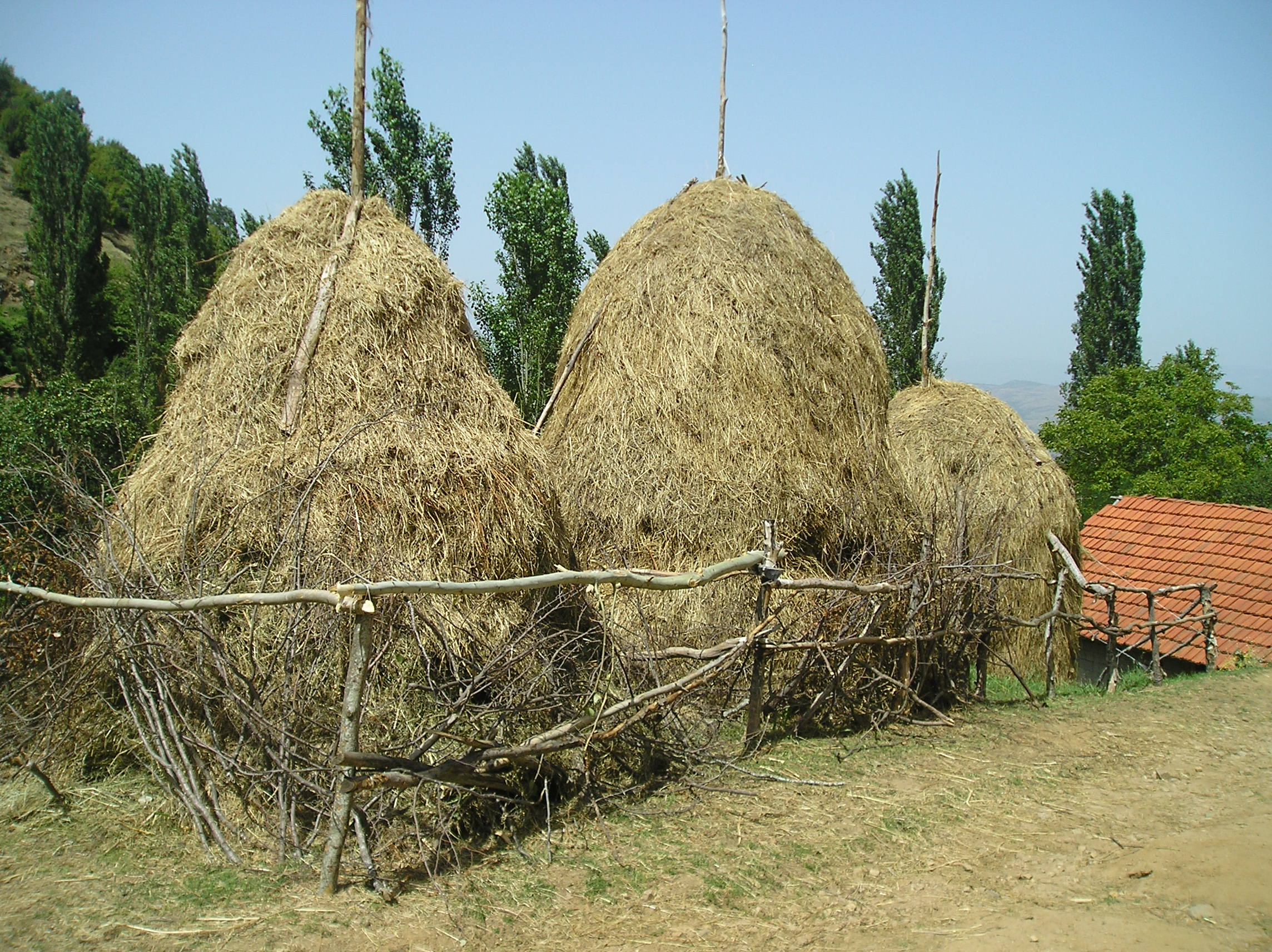
Стожки сена в Виницe (Северная Македония)

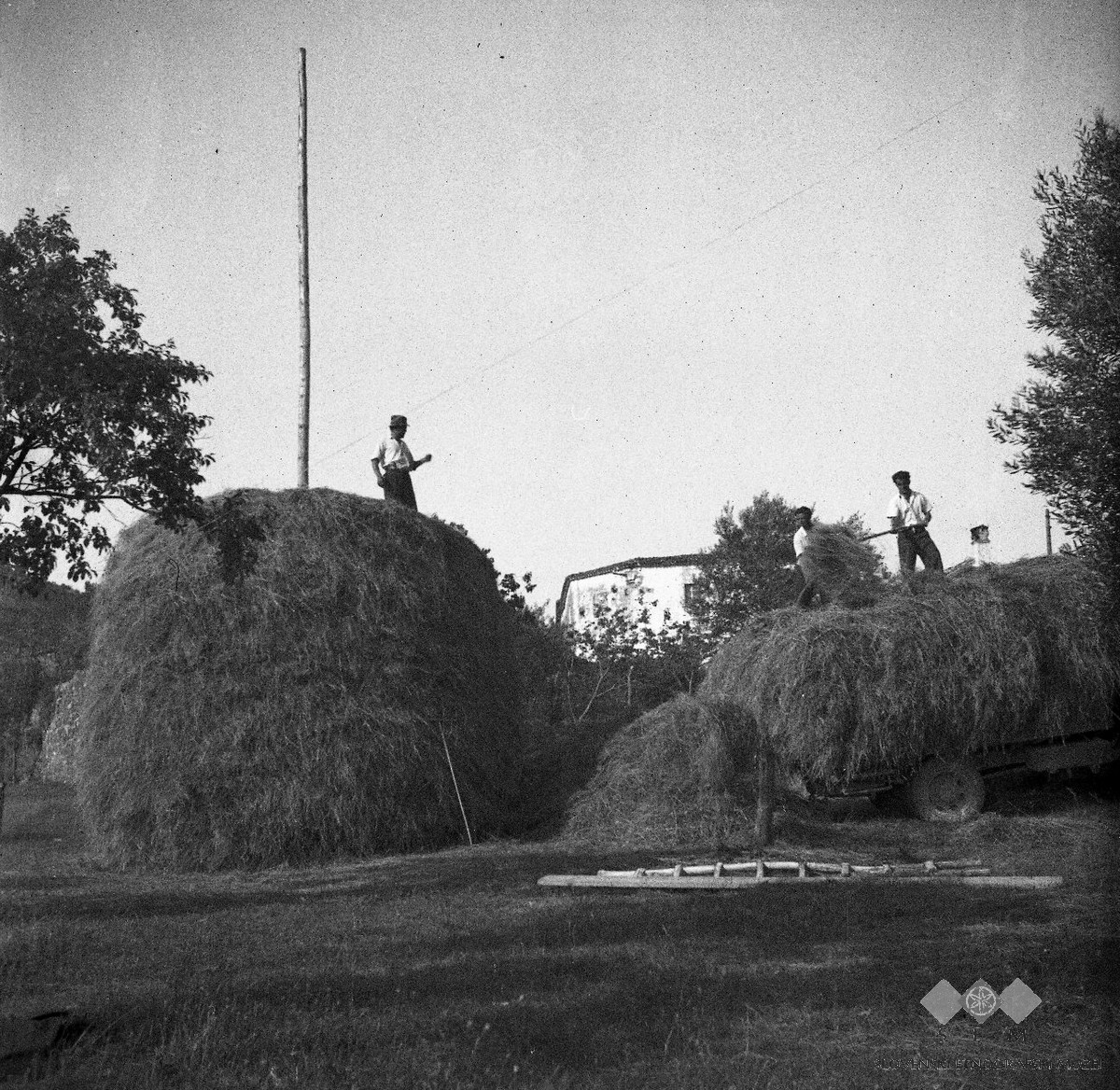
В отличие от копён, стога при укладке чаще всего прессуются, для чего один из укладывающих стог, находясь на стоге во время его укладки, подправляет и утаптывает порции сена, закидываемые снизу остальными

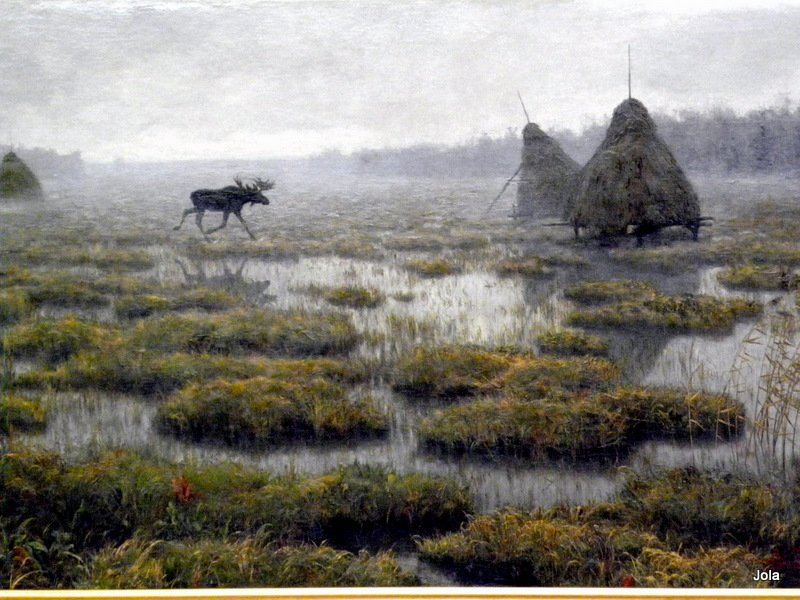
Стога на помосте на болоте в Белоруссии. «Лось на болоте», Генрих Вейсенгоф (1922 год)

Стог отличается от скирды по форме. Если скирда продолговатая, то стог чаще всего имеет округлую форму с радиусом у основания до 1,5—2,0 метров и высотой до 5—7 метров. Чтобы стог стоял прямо, в его центре в землю вертикально втыкается специальный шест — стожар. Если размеры стога достаточно большие для его поддержки, в землю могут втыкаться ещё несколько шестов по диагонали к центральному. Шесты или колья 4—5 см в диаметре и длиной примерно 110—120 см количеством 6 штук связываются вместе на стожаре звездой, распределяются по кругу на земле с шагом 60 градусов так, чтобы заострённые концы кольев были воткнуты в землю. Колья связываются и укладываются обрезанными концами ступенькой друг на друга на стожаре, крепятся веревкой, проволокой или полипропиленовым шнуром примерно на высоте 80—90 см от земли. Подбиваются дополнительными клиньями в случае необходимости. Для стожара делается небольшое углубление глубиной примерно 10—15 см. После установки стожара и кольев вокруг них кольцом вбиваются около двух десятков (количество варьирует) маленьких колышков длиной 35—40 см, которые называются кроваткой или стульчиком. Если стожар берёзовый, часть коры обязательно подрезают, чтобы дерево не упрело в берёсте, как в термосе, иначе стожар может переломиться к концу зимы или на сенокосе другого сезона. Стожары могут служить несколько сезонов, если разбирают стог вилами на телегу; в случае перевозки стожара с сеном трактором на тросах или на иглах, нужно готовить новые шесты и колья. Сено кладут пластами против солнца, в режиме два пласта на край; третий пласт зажимает предыдущие и сдвинут к стожару. Проходя круг за кругом, сначала расширяют понемногу стог, затем сужают к концу работы, уменьшая выдвижение пластов на край. Работают на укладке два-три человека, иногда и больше. Вдвоём можно сметать стог за два часа. Метальщик — ключевая фигура при сборе стога. Опытный метальщик может обойтись даже без стоящего на стоге человека, функция которого — контроль за правильной укладкой пластов. При неравномерном утаптывании стога, в дальнейшем, при усадке он может накрениться и даже обвалиться. Вершат стог ветками после укладки сена. Для этих же целей стожар в некоторых районах изготавливается сразу как островина — жердь с длинными остатками ветвей, составляющие ось стога при укладке сена. Малый стог (до 3 м высотой) обычно называют копной, ставят обычно без всяких шестов и на короткое время, чтобы защитить сено во время сенокоса от дождя, либо для транспортировки сена к месту складывания стога. В настоящее время для длительной защиты от атмосферных осадков стога могут накрывать полиэтиленом, к краям которого привязываются тяжёлые предметы, чтобы полиэтилен не сдувало ветром. Чтобы сено в стоге продувалось снизу и не отсырело, стог наваливают не прямо на землю, а на специальный деревянный помост, особенно в болотистой местности. В крестьянских хозяйствах для хранения стогов устраиваются отгороженные места, называемые «остожьями» или «стоговищами».
Процесс укладки сена или соломы в стога называется «стогованием». При этом сначала сено укладывают по периметру будущего стога, затем — заполняют среднюю часть, и так слой за слоем. При постройке большого стога разделяют людей, подающих сено вилами, и людей, принимающих сено, которые стоят непосредственно на стоге и укладывают сено в вышеозначенном порядке и попутно своим весом утрамбовывают его. Процесс закрытия стога, то есть построения куполообразной вершины, требует определённого мастерства, и его обычно доверяют старым и опытным работникам. На вершине сено нужно уложить так, чтобы дождевая вода стекала со стога, а не проникала внутрь. Для этих же целей, после складывания, стог причёсывают деревянными граблями сверху вниз. Сверху, обычно, поперёк укладывают скрученные вершиной одну-две пары веток, либо верёвку с привязанным к концу грузом для предотвращения разметания и сдувания сена порывами ветра.
В зимнее время стога перевозят волоком, используя тракторный прицеп самосвального типа — стоговоз; в летне-осеннее время сено из стогов перегружают в кузов транспортного средства (прицепа).
Нижнюю часть стогов и скирд делают суженной для уменьшения площади контакта с почвой (отсыревание и прение) с учётом, что со временем стог (скирда) немного сплющиваются при усадке. Также, это облегчает погрузку на стоговозы или сани-волокуши.
Ранее стога использовали также для получения бурого сена, когда не было возможности просушки травы до необходимого уровня влажности или если заготавливали отаву. Также в стогах получали горелое сено.
Для учёта урожая сена по объёму и весу устанавливают объём стогов, после чего по данным обмера определяют вес сена по специальной методике, разработанной Всесоюзным научно-исследовательским институтом.
При механизированном стоговании и скирдовании используются стогометатели и стогообразователи. На рубеже XIX-XX веков иногда использовались стогометатели с лошадиным приводом и сенометатели.

## Обитатели стога

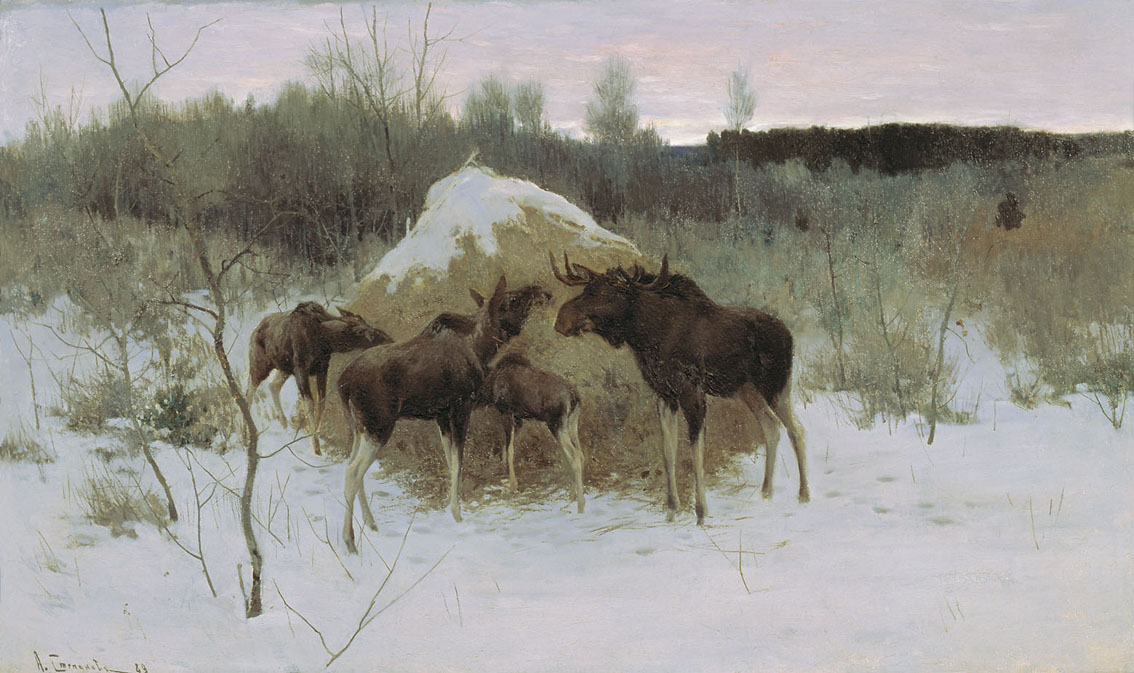
Стога становятся кормом для диких травоядных животных. «Лоси», Степанов А. С. (1889 год)

Стога становятся местом обитания мышей-малюток, полёвок обыкновенных, рыжих и серых. Для предотвращения этого не рекомендуется располагать стога на посевах, рядом с садами или лесом. В стоге сена может поселиться и горностай. Домовая мышь и заяц-русак часто зимуют в стогах. Заяц-беляк может кормиться сеном из стога. Опасность для стогов представляют и различные плесневые грибы, поражающие зерно, фураж, солому и сено. Они могут сделать сено или зерно непригодными к использованию из-за токсичности метаболитов гриба. При сильном развитии плесневых грибов в соломе возможно саморазогревание, что может стать причиной воспламенения стогов.

## В искусстве
Хорошо бы, на стог улыбаясь,

Мордой месяца сено жевать…

Где ты, где, моя тихая радость —

Всё любя, ничего не желать?

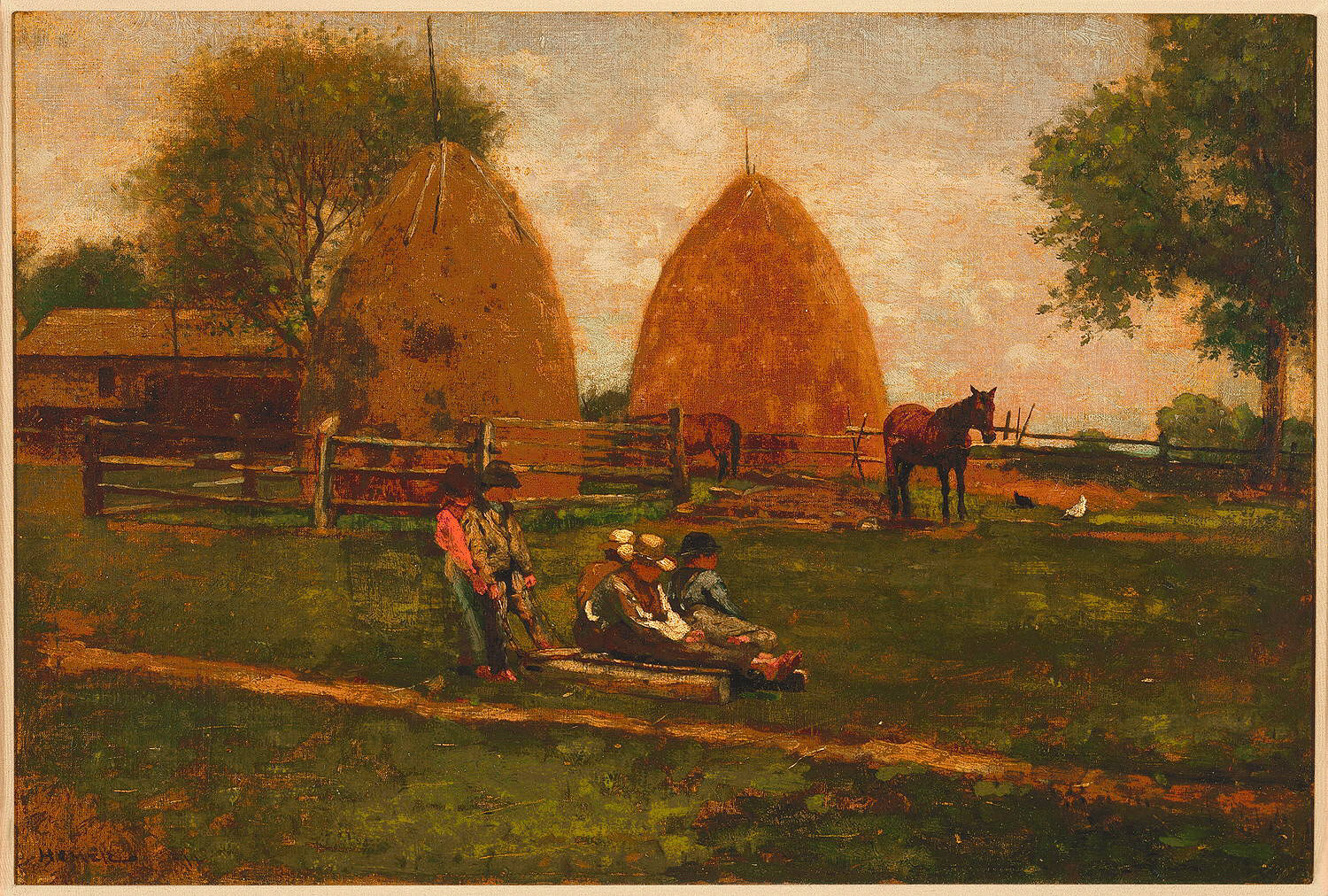
«Haystacks and Children» (Стога и дети), Уинслоу Хомер (1874 год)

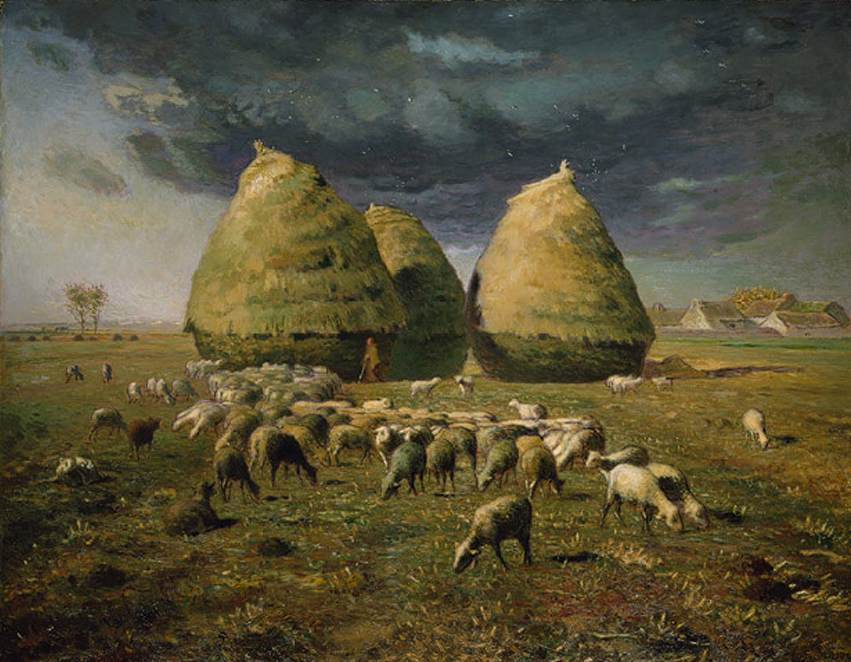
«Haystacks. Autumn» (Стога сена. Осень), Жан-Франсуа Милле (1873 год)

Стога сена являются неотъемлемым атрибутом сельского пейзажа и крестьянской жизни. В народном творчестве стог породил множество пословиц, поговорок и сравнений: «Хвали рожь в стогу, а барина в гробу!», «Искать иголку в стоге сена», «подщипанный как стог», «сваливать стогом».
Стога часто встречаются в стихотворениях о деревне у Сергея Есенина («Знаю, выйдешь к вечеру за кольцо дорог, / Сядем в копны свежие под соседний стог. / Зацелую допьяна, изомну, как цвет, / Хмельному от радости пересуду нет.»; «Еду на баркасе, / Тычусь в берега. / Церквами у прясел / Рыжие стога.»; «Счастлив, кто в радости убогой, / Живя без друга и врага, / Пройдёт просёлочной дорогой, / Молясь на копны и стога.»), Алексея Толстого («Ой, стога, стога, на лугу широком / Вас не перечесть, не окинуть оком, / Ой, стога, стога, в земляном болоте, / Стоя на часах, что вы стережёте?»), Н. А. Некрасова («Стонет он по полям, по дорогам… / В рудниках на железной цепи, / Стонет он под овином, под стогом, / Под телегой, ночуя в степи»), Д. Б. Кедрина и у многих других поэтов.
Привлекали стога и внимание живописцев. Например, французский импрессионист Клод Моне, стремясь передать различную степень освещённости стогов при различной погоде и в разное время суток, в 1888—1891 годах в Живерни написал серию из 31 картины, посвящённых стогам, а также ряд картин подобных картин не входящих в серию.

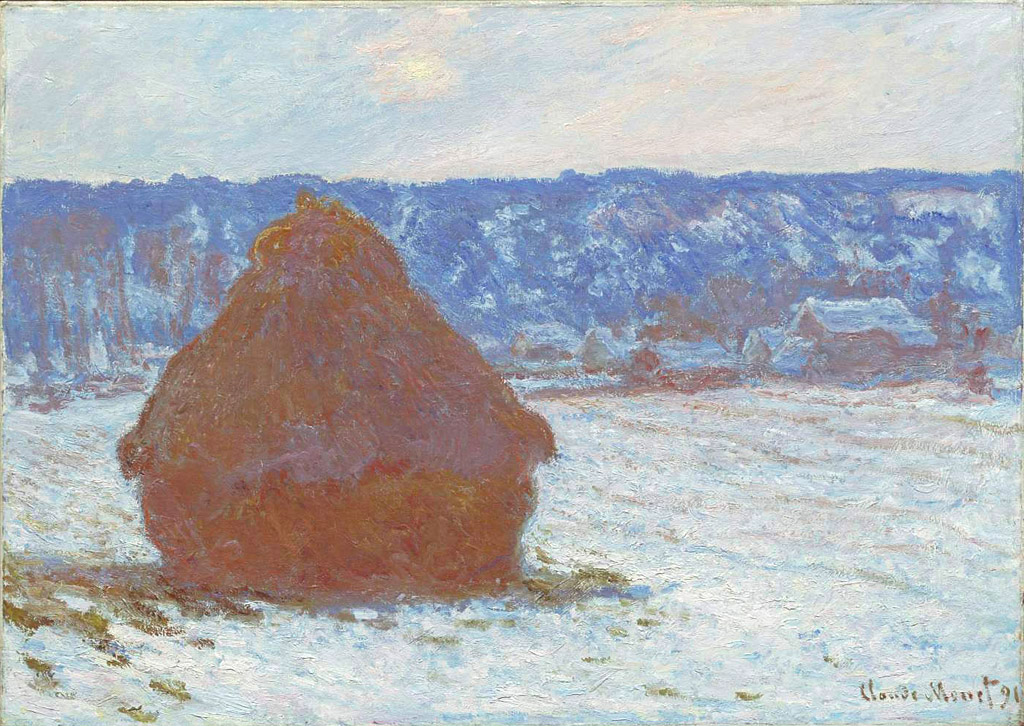
Один из «Стогов» Клода Моне

Стога, изображённые на картинах Моне, состоят из пшеничных колосьев, накрытых соломой для защиты от осадков. Такой метод сохранения зерна в Нормандии возник из-за недостатка молотилок в середине XIX века. Хотя урожай собирали ещё в июле, часто колосья из последних стогов на некоторых фермах перемалывались только к марту следующего года. Этот метод укладки стогов использовался в течение около ста лет, до появления зерноуборочных комбайнов. Моне заметил стога во время обычной прогулки и попросил свою приёмную дочь Бланш Ошеде-Моне принести ему два холста для облачной и ясной погоды. Однако, потом он понял, что этого будет недостаточно, чтобы изобразить все детали стогов при различных условиях.
Винсент ван Гог также писал картины, посвящённые стогам: «Стога сена рядом с фермой» (Арль, 12—13 июня 1888 года), «Пшеничное поле со стогом пшеницы или сена» (Овер-сюр-Уаз, июль 1890 года).

## Интересные факты

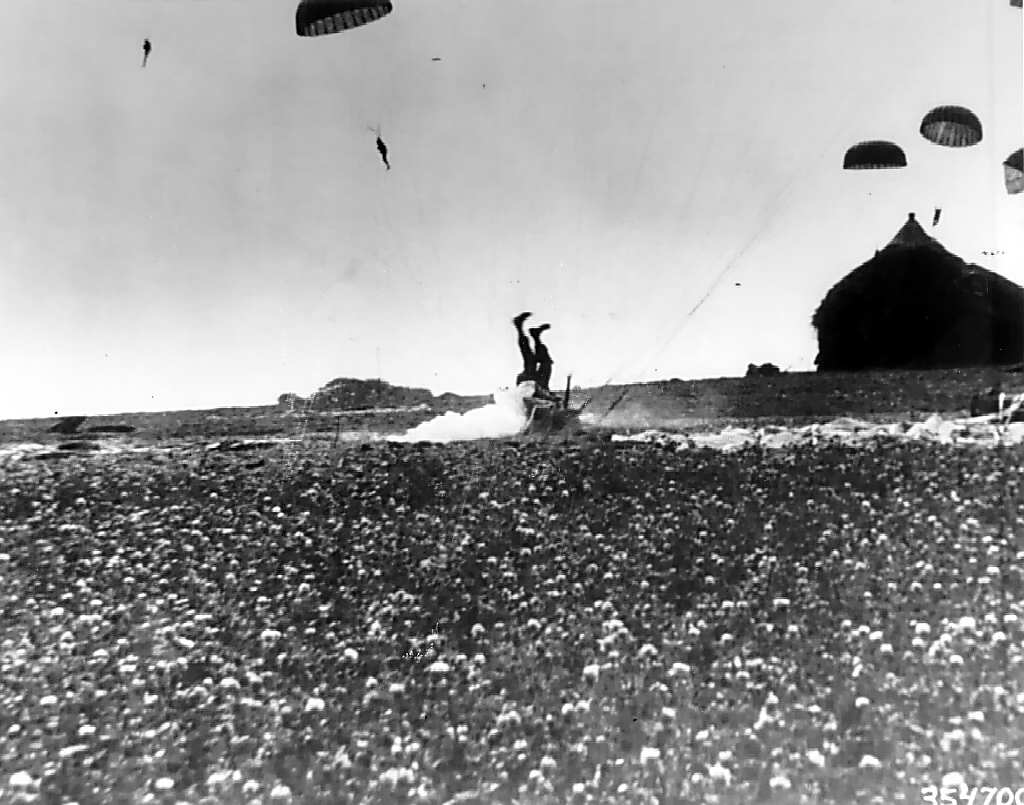
Парашютист, приземлившийся мимо стога на заднем плане

- Стог сена может использоваться парашютистами для смягчения удара о землю.
- Во время Великой Отечественной войны как советские, так и немецкие танки маскировались в стогах. Один из известных случаев маскировки танка под стог сена произошёл во время первого боя танков типа Тигр II в августе 1944 года возле польской деревни Оглундув. Тогда экипаж советского танка Т-34-85 под командованием младшего лейтенанта А. П. Оськина, защищавший дорогу от Оглендува к Сташуву, замаскировал машину под стог сена, так как это направление было наиболее танкоопасно. Когда три немецких танка подошли на расстояние 200—400 метров, Оськин открыл огонь и сумел подбить все три танка. За этот бой он получил звание Героя Советского Союза, а весь экипаж — ордена[22].
- Из-за сходства со стогом одна из скал на реке Белой была названа «Стог». По той же причине получила своё название и 71-метровая скала «Стог сена» (англ. Haystack Rock), расположенная на северо-западном побережье США в штате Орегон. Эта скала является популярной достопримечательностью.